# Kadrenci
Kadrenci – wieś w Słowenii, w gminie Cerkvenjak. W 2018 roku liczyła 82 mieszkańców.